# Wieland Schmidt (Germanist)
Wieland Schmidt (* 29. März 1904 in Charlottenburg bei Berlin; † 27. Dezember 1989 in Berlin) war ein deutscher Germanist und Bibliothekar.

## Leben
Sein Vater, der Philosoph Ferdinand Jakob Schmidt, war Direktor des Margarethen-Lyceums in Charlottenburg und Honorarprofessor für Pädagogik an der Berliner Universität. Schmidt besuchte das Wilhelm-Gymnasium und studierte von 1922 bis 1933 in Berlin Germanistik, Geschichte und Kunstgeschichte und schloss das Studium mit einer Dissertation bei Arthur Hübner zur Überlieferung der Werke Ottos von Passau ab. 1934 wurde er Wissenschaftlicher Mitarbeiter beim Gesamtkatalog der Wiegendrucke. Es folgte ein zweijähriges Volontariat an der Universitätsbibliothek der Humboldt-Universität und an der Staatsbibliothek zu Berlin. Danach war er außerplanmäßiger Bibliothekar an der Staatsbibliothek. Im Zweiten Weltkrieg war er Soldat und kehrte 1945 aus sowjetischer Kriegsgefangenschaft zurück. Er wurde zum Leiter der Universitätsbibliothek der Humboldt-Universität ernannt. Er verließ diese Stellung 1950 und wurde am 1. Oktober 1951 als außerordentlicher Professor an die Freie Universität Berlin berufen und mit der Einrichtung und Verwaltung des Bibliothekswesens an dieser 1948 neu gegründeten Universität beauftragt. Wieland Schmidt war der erste Leitende Direktor der 1952 neu gegründeten Universitätsbibliothek der Freien Universität Berlin, gleichzeitig war er Ordinarius für Bibliothekswissenschaft an der FU. Am 31. März 1969 ging Wieland Schmidt in den Ruhestand. 1960 bis 1970 war Wieland Schmidt Vorsitzender des Berliner Bibliophilen Abends.

## Wissenschaftliches Werk
Neben allgemeinen Schriften zum Buch- und Bibliothekswesen hat Wieland Schmidt zahlreiche Arbeiten zur Gutenberg- und Inkunabelforschung, zu mittelalterlichen Handschriften, zur Bibliotheksgeschichte, Geschichte der Germanistik sowie zur deutschen Literatur des Mittelalters, der Klassik und der Romantik verfasst. Er war Mitglied zahlreicher wissenschaftlicher, bibliothekarischer und kultureller Gremien und Gesellschaften.

## Werke (Auswahl)
- Die vierundzwanzig Alten Ottos von Passau. (Kurzfassung) Mayer & Müller, Leipzig 1936. Nachdruck des ungekürzten Textes bei Johnson, New York 1967. (Palaestra 212)
- Bibliophilie – Zeitgemäss? (Vortrag) Berliner Bibliophilen Abend, Berlin 1955.
- Die Entwicklung des wissenschaftlichen Bibliothekswesens im Lande Berlin. Heymann, Berlin 1956.
- Vom Sinn und Wert der Bibliotheken.  Vortrag zur Eröffnung des Hauses der Bibliotheken in Dortmund am 2. Juli 1958. Kulturamt, Dortmund 1958.
- Kleine Schriften. Festgabe der Universitätsbibliothek der Freien Universität Berlin für Wieland Schmidt zum 65. Geburtstag. Harrassowitz, Wiesbaden 1969.
- Vom Buch. Entwicklung und Erfüllung. de Gruyter, Berlin 1988.